# Elise Burgin
Elise Burgin (Baltimora, 5 marzo 1962) è un'ex tennista statunitense.

## Carriera
In carriera ha vinto 1 titolo in singolare e 10 titoli di doppio. Nei tornei del Grande Slam è riuscita a raggiungere diverse semifinali, sia nel doppio, all'Open di Francia nel 1985, a Wimbledon nel 1986 e agli US Open nel 1986, sia nel doppio misto, agli Australian Open nel 1989.
In Fed Cup ha disputato un totale di 5 partite, vincendone 4 e perdendone 1.

## Statistiche

### Singolare

#### Vittorie (1)
| Numero | Anno | Torneo                         | Superficie  | Avversaria in finale | Punteggio |
| 1.     | 1986 | WTA South Carolina, Charleston | Terra rossa | Tine Scheuer-Larsen  | 6–1, 6–3  |

### Doppio

#### Vittorie (10)
| Numero | Anno | Torneo                                       | Superficie  | Compagna            | Avversarie in finale               | Punteggio     |
| 1.     | 1985 | Virginia Slims of Indianapolis, Indianapolis | Cemento     | Kathy Horvath       | Jennifer Mundel Molly Van Nostrand | 6–4, 6–1      |
| 2.     | 1985 | Virginia Slims of Houston, Houston           | Terra rossa | Martina Navrátilová | Manuela Maleeva Helena Suková      | 6–1, 3–6, 6–3 |
| 3.     | 1986 | WTA Swiss Open, Lugano                       | Terra rossa | Betsy Nagelsen      | Jenny Byrne Janine Tremelling      | 6–2, 6–3      |
| 4.     | 1986 | DFS Classic, Birmingham                      | Erba        | Rosalyn Fairbank    | Elizabeth Smylie Wendy Turnbull    | 6-2, 6-4      |
| 5.     | 1986 | Eckerd Tennis Open, Tampa                    | Cemento     | Rosalyn Fairbank    | Gigi Fernández Kim Sands           | 7–5, 6–2      |
| 6.     | 1987 | Virginia Slims of Washington, Washington     | Sintetico   | Pam Shriver         | Zina Garrison Lori McNeil          | 6-1, 3-6, 6-4 |
| 7.     | 1987 | Virginia Slims of New England, Worcester     | Sintetico   | Rosalyn Fairbank    | Bettina Bunge Eva Pfaff            | 6–4, 6–4      |
| 8.     | 1988 | Virginia Slims of Arizona, Phoenix           | Cemento     | Rosalyn Fairbank    | Beth Herr Terry Phelps             | 6–7, 7–6, 7–6 |
| 9.     | 1989 | San Diego Open, San Diego                    | Cemento     | Rosalyn Fairbank    | Gretchen Magers Robin White        | 4–6, 6–3, 6–3 |
| 10.    | 1990 | Virginia Slims of Arizona, Scottsdale        | Cemento     | Helen Kelesi        | Sandy Collins Ronni Reis           | 6–4, 6–2      |

### Risultati in progressione
| Sigla | Risultato               |
| ----- | ----------------------- |
| V     | Vincitore               |
| F     | Finalista               |
| SF    | Semifinalista           |
| O     | Oro olimpico            |
| A     | Argento olimpico        |
| SF    | Bronzo olimpico         |
| QF    | Quarti di Finale        |
| 4T    | Quarto turno            |
| 3T    | Terzo turno             |
| 2T    | Secondo turno           |
| 1T    | Primo turno             |
| RR    | Round Robin             |
| LQ    | Turno di qualificazione |
| A     | Assente                 |
| ND    | Non disputato           |

| Legenda superfici    |
| -------------------- |
| Cemento              |
| Terra battuta        |
| Erba                 |
| Superficie variabile |

#### Singolare nei tornei del Grande Slam
| Torneo          | 1980 | 1981 | 1982 | 1983 | 1984 | 1985 | 1986 | 1987 | 1988 | 1989 | 1990 | 1991 |
| --------------- | ---- | ---- | ---- | ---- | ---- | ---- | ---- | ---- | ---- | ---- | ---- | ---- |
| Australian Open | A    | A    | A    | A    | 1T   | 1T   | ND   | 2T   | A    | 3T   | 2T   | 1T   |
| Open di Francia | A    | A    | A    | A    | A    | 2T   | 2T   | 1T   | 1T   | 2T   | 2T   | A    |
| Wimbledon       | A    | A    | 1T   | 2T   | 2T   | 3T   | 3T   | 3T   | 1T   | 2T   | 1T   | A    |
| US Open         | 2T   | 2T   | 4T   | 2T   | 2T   | 3T   | 3T   | 2T   | 2T   | 2T   | 1T   | 1T   |

#### Altri tornei di singolare
| Torneo                                            | 1980 | 1981 | 1982 | 1983 | 1984 | 1985 | 1985 | 1986 | 1986 | 1987 | 1988 | 1989 | 1990 | 1991 | 1992 | 1993 |
| ------------------------------------------------- | ---- | ---- | ---- | ---- | ---- | ---- | ---- | ---- | ---- | ---- | ---- | ---- | ---- | ---- | ---- | ---- |
| Ameritech Cup, Chicago                            | A    | A    | A    | A    | A    | QF   | QF   | 1T   | 1T   | A    | A    | A    | A    | A    | A    | A    |
| Virginia Slims of Houston, Houston                | A    | A    | A    | A    | A    | F    | F    | 2T   | 2T   | 2T   | A    | 2T   | A    | A    | 2T   | A    |
| Virginia Slims of Boston, Boston                  | A    | A    | A    | A    | A    | ND   | ND   | 1T   | 2T   | A    | 1T   | 1T   | A    | ND   | ND   | ND   |
| Bank of the West Classic, Oakland / San Francisco | A    | A    | A    | A    | 1T   | A    | A    | 1T   | 1T   | A    | 1T   | 1T   | A    | A    | A    | A    |
| Canada Open, Canada                               | A    | A    | 2T   | SF   | 1T   | 2T   | 2T   | 2T   | 2T   | 1T   | A    | A    | 1T   | A    | 1T   | A    |
| US Indoors, località varie                        | A    | A    | A    | A    | A    | A    | A    | 2T   | 2T   | A    | ND   | ND   | ND   | ND   | ND   | ND   |
| Eckerd Tennis Open, Eckerd                        | 1T   | A    | 2T   | QF   | 1T   | A    | A    | QF   | QF   | 2T   | A    | A    | A    | ND   | ND   | ND   |
| Virginia Slims of Arizona, Phoenix                | A    | ND   | ND   | ND   | ND   | ND   | ND   | A    | A    | A    | SF   | F    | 1T   | A    | ND   | ND   |
| Hall of Fame Tennis Championships, Newport        | ND   | ND   | ND   | ND   | A    | A    | A    | A    | A    | A    | A    | A    | 1T   | ND   | ND   | ND   |
| Advanta Championships of Philadelphia, Filadelfia | ND   | ND   | ND   | ND   | ND   | ND   | ND   | ND   | ND   | ND   | ND   | ND   | ND   | A    | 2T   | A    |
| WTA German Open, Germania                         | ND   | A    | A    | A    | A    | A    | A    | A    | A    | A    | A    | A    | 2T   | A    | A    | A    |
| San Diego Open, San Diego                         | A    | A    | 1T   | ND   | A    | A    | A    | 2T   | 2T   | 2T   | A    | 1T   | 1T   | A    | A    | A    |
| US Clay Court Championships, località varie       | A    | 2T   | 2T   | 2T   | 2T   | A    | A    | A    | A    | ND   | ND   | ND   | ND   | ND   | ND   | ND   |
| WTA New Jersey, New Jersey                        | A    | A    | 2T   | A    | 1T   | 1T   | 1T   | A    | A    | A    | A    | A    | ND   | ND   | ND   | ND   |
| Virginia Slims of Washington, Washington          | A    | A    | A    | A    | A    | A    | A    | 2T   | 2T   | 1T   | A    | A    | 1T   | A    | ND   | ND   |
| Virginia Slims of Dallas, Dallas                  | A    | A    | A    | A    | A    | 1T   | 1T   | 2T   | 2T   | 1T   | 1T   | 2T   | ND   | ND   | ND   | ND   |
| Virginia Slims of Richmond Richmond               | A    | 1T   | 1T   | 1T   | ND   | ND   | ND   | ND   | ND   | ND   | ND   | ND   | ND   | ND   | ND   | ND   |
| Virginia Slims of Florida, Florida                | ND   | ND   | ND   | ND   | A    | A    | A    | A    | A    | 1T   | A    | A    | 1T   | A    | A    | 1T   |
| Virginia Slims of Indianapolis, Indianapolis      | ND   | ND   | ND   | ND   | N    | F    | A    | A    | A    | A    | 1T   | A    | A    | A    | A    | ND   |
| LA Women's Tennis Championships, Los Angeles      | A    | A    | A    | QF   | A    | 3T   | 3T   | 2T   | 2T   | 2T   | 1T   | 1T   | 1T   | A    | A    | A    |
| Family Circle Cup, Charleston                     | A    | A    | A    | A    | A    | 2T   | 2T   | 1T   | 1T   | A    | A    | A    | A    | A    | A    | A    |
| Virginia Slims of Nashville, Nashville            | ND   | ND   | ND   | A    | A    | ND   | ND   | ND   | ND   | ND   | A    | A    | 2T   | A    | ND   | ND   |
| International Women's Open, Eastbourne            | A    | A    | 1T   | 1T   | 2T   | 1T   | 1T   | 1T   | 1T   | A    | 1T   | 1T   | 1T   | A    | A    | A    |
| Toyota Classic, Atlanta                           | A    | A    | 1T   | A    | ND   | ND   | ND   | ND   | ND   | ND   | ND   | ND   | ND   | ND   | ND   |      |
| Toray Pan Pacific Open, Tokyo                     | A    | A    | A    | A    | A    | A    | A    | A    | A    | 1T   | A    | A    | A    | A    | A    | A    |
| Porsche Tennis Grand Prix, Filderstadt            | A    | A    | A    | A    | A    | A    | A    | A    | A    | 1T   | A    | A    | A    | A    | A    | A    |
| Brighton International, Brighton                  | A    | A    | A    | A    | 2T   | 1T   | 1T   | A    | A    | 2T   | A    | A    | A    | A    | A    | A    |
| Virginia Slims of Kansas, Kansas                  | A    | A    | A    | A    | ND   | ND   | ND   | A    | A    | A    | A    | A    | 2T   | ND   | ND   | ND   |
| Maybelline Classic                                | A    | A    | A    | A    | QF   | A    | A    | ND   | ND   | ND   | ND   | ND   | ND   | ND   | ND   | ND   |
| MPS Group Championships, Amelia Island            | A    | A    | A    | A    | A    | 2T   | 2T   | 2T   | 2T   | 1T   | A    | 2T   | A    | A    | 1T   | A    |
| WTA Marco Island, Marco Island                    | ND   | ND   | ND   | A    | A    | 2T   | 2T   | A    | A    | ND   | ND   | ND   | ND   | ND   | ND   | ND   |
| Virginia Slims of Pennsylvania, Pennsylvania      | ND   | ND   | ND   | A    | A    | 1T   | 1T   | A    | A    | ND   | ND   | ND   | ND   | ND   | ND   | ND   |
| Zurich Open, Zurigo                               | ND   | ND   | ND   | ND   | 1T   | A    | A    | A    | A    | A    | A    | A    | A    | A    | A    | A    |
| WTA South Carolina, Carolina del Sud              | ND   | ND   | ND   | ND   | ND   | 1T   | 1T   | V    | V    | A    | ND   | ND   | ND   | ND   | ND   | ND   |
| Virginia Slims of Oklahoma, Memphis               | ND   | ND   | ND   | ND   | ND   | ND   | ND   | A    | A    | A    | A    | 1T   | A    | 1T   | A    | A    |
| Internationaux de Strasbourg, Strasburgo          | ND   | ND   | ND   | ND   | ND   | ND   | ND   | ND   | ND   | QF   | A    | A    | A    | A    | A    | A    |
| New Haven Open at Yale, US Hard Court             | ND   | ND   | ND   | ND   | ND   | ND   | ND   | ND   | ND   | ND   | A    | A    | A    | A    | A    | 1T   |
| Virginia Slims of Albuquerque, Albuquerque        | ND   | ND   | ND   | ND   | ND   | ND   | ND   | ND   | ND   | ND   | ND   | 2T   | A    | A    | ND   | ND   |

#### Doppio nei tornei del Grande Slam
| Torneo          | 1980 | 1981 | 1982 | 1983 | 1984 | 1985 | 1986 | 1987 | 1988 | 1989 | 1990 | 1991 | 1992 | 1993 |
| --------------- | ---- | ---- | ---- | ---- | ---- | ---- | ---- | ---- | ---- | ---- | ---- | ---- | ---- | ---- |
| Australian Open | A    | A    | A    | A    | 1T   | 2T   | ND   | 1T   | A    | QF   | 3T   | 3T   | A    | A    |
| Open di Francia | A    | A    | A    | A    | A    | SF   | 2T   | 2T   | 3T   | 3T   | 2T   | QF   | 2T   | 1T   |
| Wimbledon       | A    | 1T   | QF   | 3T   | A    | 3T   | SF   | QF   | 1T   | 3T   | 3T   | 1T   | 3T   | 1T   |
| US Open         | 1T   | 1T   | 2T   | QF   | 3T   | 2T   | SF   | QF   | 3T   | 3T   | 3T   | 1T   | 3T   |      |

#### Doppio misto nei tornei del Grande Slam
| Torneo          | 1980 | 1981 | 1982 | 1983 | 1984 | 1985 | 1986 | 1987 | 1988 | 1989 | 1990 | 1991 | 1992 |
| --------------- | ---- | ---- | ---- | ---- | ---- | ---- | ---- | ---- | ---- | ---- | ---- | ---- | ---- |
| Australian Open | ND   | ND   | ND   | ND   | ND   | ND   | ND   | 1T   | A    | SF   | 1T   | 1T   | A    |
| Open di Francia | 2T   | A    | A    | A    | A    | 2T   | 1T   | A    | 3T   | A    | 1T   | 2T   | A    |
| Wimbledon       | A    | A    | 1T   | A    | A    | 2T   | 3T   | 1T   | 1T   | 3T   | 2T   | 1T   | 1T   |
| US Open         | A    | A    | A    | A    | QF   | 1T   | QF   | 2T   | 1T   | 2T   | 2T   | 1T   | A    |